# محمد خلف حمادی
محمد خلف حمادی (انگلیسی: Mohammed Khalaf؛ زادهٔ ۱ ژانویهٔ ۱۹۸۹) بازیکن فوتبال اهل امارات متحده عربی است.